# Rogail Joseph
Rogail Joseph (Worcester, 22 aprile 2000) è un'ostacolista e velocista sudafricana.

## Biografia
La sua prima esperienza di livello internazionale nell'atletica leggera risale al 2018, quando prende parte ai campionati mondiali under 20 di Tampere fermandosi alle batterie di qualificazione per le semifinali dei 400 metri ostacoli. L'anno successivo conquista due medaglie d'oro, nei 100 metri ostacoli e 400 metri ostacoli, ai campionati africani under 20 di Abidjan, mentre alle universiadi di Napoli 2019 si classifica ottava nei 400 metri ostacoli e settima nella staffetta 4×400 metri insieme alle connazionali Taylon Bieldt, Tamzin Thomas e Zeney van der Walt.
Nel 2023 prende parte ai Giochi mondiali universitari di Chengdu, chiudendo con una squalifica in batteria di qualificazione la gara dei 400 metri ostacoli e classificandosi quarta nella staffetta 4×400 metri con Angelique Strydom, Gezelle Magerman e Marlie Viljoen.
Ai Giochi panafricani di Accra 2024 conquista la medaglia d'oro nei 400 metri ostacoli e si classifica quarta nella staffetta 4×400 metri mista con Anele Nzwanzwa, Tumisang Shezi e Shirley Nekhubui, mentre ai campionati africani di Douala 2024 è medaglia d'oro nei 400 metri ostacoli. Sempre nel 2024 prende parte ai Giochi olimpici di Parigi, chiudendo la gara dei 400 metri ostacoli con l'esclusione in semifinale.

## Progressione

### 200 metri piani
| Stagione | Tempo            | Luogo         | Data      | Rank. Mond. |
| -------- | ---------------- | ------------- | --------- | ----------- |
| 2024     | 23"67 (0,0 m/s)  | Potchefstroom | 25-5-2024 |             |
| 2023     | 24"15 (+1,9 m/s) | Potchefstroom | 31-3-2023 |             |
| 2021     | 23"85 (-0,1 m/s) | Paarl         | 20-3-2021 |             |
| 2016     | 25"10 (-0,1 m/s) | Bloemfontein  | 18-3-2016 |             |

### 400 metri piani
| Stagione | Tempo | Luogo          | Data       | Rank. Mond. |
| -------- | ----- | -------------- | ---------- | ----------- |
| 2025     | 53"23 | Potchefstroom  | 28-6-2025  |             |
| 2024     | 53"25 | Potchefstroom  | 10-4-2024  |             |
| 2022     | 55"93 | Potchefstroom  | 11-3-2022  |             |
| 2020     | 58"56 | Città del Capo | 21-1-2020  |             |
| 2019     | 57"02 | Stellenbosch   | 26-1-2019  |             |
| 2018     | 56"49 | Gaborone       | 13-12-2018 |             |
| 2017     | 57"07 | Paarl          | 4-3-2017   |             |

### 100 metri ostacoli
| Stagione | Tempo            | Luogo          | Data      | Rank. Mond. |
| -------- | ---------------- | -------------- | --------- | ----------- |
| 2021     | 14"18 (+0,4 m/s) | Pretoria       | 12-6-2021 |             |
| 2020     | 14"55 (+2,0 m/s) | Città del Capo | 1-2-2020  |             |
| 2019     | 13"97 (+0,7 m/s) | Abidjan        | 18-4-2019 |             |
| 2018     | 14"21 (+2,0 m/s) | Paarl          | 6-4-2018  |             |
| 2017     | 14"86 (-1,1 m/s) | Paarl          | 24-3-2017 |             |

### 400 metri ostacoli
| Stagione | Tempo   | Luogo          | Data      | Rank. Mond. |
| -------- | ------- | -------------- | --------- | ----------- |
| 2025     | 56"29   | Heusden-Zolder | 19-7-2025 |             |
| 2024     | 54"12   | Parigi         | 6-8-2024  |             |
| 2023     | 56"24   | Potchefstroom  | 26-4-2023 |             |
| 2022     | 57"85   | Città del Capo | 23-4-2022 |             |
| 2021     | 56"94   | Pretoria       | 17-4-2021 |             |
| 2019     | 56"36   | Germiston      | 27-4-2019 |             |
| 2018     | 58"65   | Paarl          | 5-4-2018  |             |
| 2017     | 59"28   | Città del Capo | 8-4-2017  |             |
| 2016     | 1'00"82 | Germiston      | 2-4-2016  |             |

## Palmarès
| Anno | Manifestazione               | Sede    | Evento                  | Risultato  | Prestazione      | Note |
| ---- | ---------------------------- | ------- | ----------------------- | ---------- | ---------------- | ---- |
| 2018 | Campionati mondiali under 20 | Tampere | 400 m ostacoli          | Batteria   | 1'01"68          |      |
| 2019 | Campionati africani under 20 | Abidjan | 100 m ostacoli          | Oro        | 13"97 (+0,7 m/s) |      |
| 2019 | Campionati africani under 20 | Abidjan | 400 m ostacoli          | Oro        | 57"37            |      |
| 2019 | Universiadi                  | Napoli  | 400 m ostacoli          | 8ª         | 59"07            |      |
| 2019 | Universiadi                  | Napoli  | Staffetta 4×400 m       | 7ª         | 3'35"97          |      |
| 2023 | Giochi mondiali universitari | Chengdu | 400 m ostacoli          | Batteria   | dq               |      |
| 2023 | Giochi mondiali universitari | Chengdu | Staffetta 4×400 m       | 4ª         | 3'35"47          |      |
| 2024 | Giochi panafricani           | Accra   | 400 m ostacoli          | Oro        | 55"39            |      |
| 2024 | Giochi panafricani           | Accra   | Staffetta 4×400 m mista | 4ª         | 3'18"54          |      |
| 2024 | Campionati africani          | Douala  | 400 m ostacoli          | Oro        | 55"71            |      |
| 2024 | Giochi olimpici              | Parigi  | 400 m ostacoli          | Semifinale | 54"12            |      |

## Campionati nazionali
- 1 volta campionessa sudafricana under 20 dei 100 metri ostacoli (2018)
- 1 volta campionessa sudafricana under 20 dei 400 metri ostacoli (2019)

2016
- In batteria ai campionati sudafricani under 18, 200 m piani - 25"39 (vento: +2,3 m/s)
- Argento ai campionati sudafricani under 18, 400 m ostacoli - 1'00"82
- 5ª ai campionati sudafricani assoluti, 400 m ostacoli - 1'02"40

2017
- 4ª ai campionati sudafricani under 18, 100 m ostacoli (76,2 cm) - 14"89 (nw)
- 4ª ai campionati sudafricani under 18, 400 m ostacoli - 59"28
- 6ª ai campionati sudafricani assoluti, 400 m ostacoli - 1'00"85

2018
- Oro ai campionati sudafricani under 20, 100 m ostacoli - 14"21 (vento: +2,0 m/s)
- Argento ai campionati sudafricani under 20, 400 m ostacoli - 58"65

2019
- Argento ai campionati sudafricani under 20, 100 m ostacoli - 14"07 (vento: -1,5 m/s)
- Oro ai campionati sudafricani under 20, 400 m ostacoli - 57"73
- Bronzo ai campionati sudafricani assoluti, 400 m ostacoli - 56"36

2021
- 4ª ai campionati sudafricani assoluti, 400 m ostacoli - 56"94

2022
- 4ª ai campionati sudafricani assoluti, 400 m ostacoli - 57"85

2023
- In semifinale ai campionati sudafricani assoluti, 200 m piani - 24"19 (vento: +1,2 m/s)
- Bronzo ai campionati sudafricani assoluti, 400 m ostacoli - 56"39

2024
- Argento ai campionati sudafricani assoluti, 400 m ostacoli - 54"84

## Altre competizioni internazionali
2025
- 9ª al Meeting international Mohammed VI d'athlétisme de Rabat ( Rabat), 400 m ostacoli - 57"91